# 日本水道
日本水道株式会社（にほんすいどう）とは東京都荏原郡世田ヶ谷町および駒沢町（現在の世田谷区）に給水していた水道会社である。1945年（昭和20年）4月1日に東京都に買収され、都営水道の一部となった。

## 概要
人口の激増に伴って地下水が枯渇していた当地域では渋谷町が給水を開始した際に兵舎への特殊給水のみならず全戸への給水を希望したがかなわなかった。そのため有志によって同地域を給水区域とする私設水道会社である日本水道株式会社が1930年（昭和5年）12月27日に設立された。
しかし、1932年（昭和7年）10月1日に東京市は周辺5郡82町村を合併すると同時に民間会社の経営であった玉川水道、矢口水道、日本水道の3社を除く町営、町村組合経営の水道事業を継続して経営することとなった。民営の3社は市営水道に引き継がれなかったため、市営水道に比べて高額な水道料金などから各民営水道会社の給水範囲では住民による嘆願が行われた。はじめに1935年（昭和10年）に玉川水道が、1937年（昭和12年）に矢口水道が買収され、東京市内の私設水道は日本水道のみとなった。
残る日本水道の買収協議も行われ、着々と進行しつつあった。しかし、当時東京市水道では水量不足が問題となっており、水量不足に貢献することの少ない日本水道の買収をするよりはその財源を設備拡張に用いるべきであるため、即時買収するのであれば買収価格は提案にあった270万円以内から200万円以内に減らすのが適当であると市会によって議決された。日本水道側はこの条件に応諾しなかったため1941年（昭和16年）に買収協議は一時打ち切りとなった。
しかし、利用料が高額なことや水道設備の給水能力の点、非常事態の場合の給水連絡融通性の点から買収協議が再開され、1944年（昭和19年）11月、12月の審議によって買収額273万3000円と決定した。
また、北多摩郡千歳村および砧村に給水していた成城学園水道利用組合の水道も日本水道が浄水し、同組合に給水していたため同時に買収されることとなった。
そして1945年（昭和20年）4月1日に東京都に買収され、都営水道の一部となった。日本水道の買収によって東京都内の水道は都の経営に一元化された。
東京都への引継ぎ時の給水戸数は1万5048戸、給水人口は2万6028人であった。

## 設備
本社は東京市京橋区（現在の中央区）銀座4丁目2-1に存在した。冬季渇水の際は北多摩郡狛江村和泉において多摩川より分岐する六郷用水路の表面流水を取水し、多摩川本流が混濁している場合は旧多摩川河敷砂利層に設けた集水井で地下水をくみ上げて供給していた。浄水場は狛江に存在しており、買収後も狛江浄水場として使用された。

## 給水地域
- 世田ヶ谷町
- 駒沢町

北多摩郡千歳村および砧村に給水していた成城学園水道利用組合の水道も日本水道が浄水していた。